# Лозово (община)
Ло́зово (макед. Општина Лозово) — община в Республике Македония. Расположена в центре страны. Население составляет 2858 человек (2002 год).
Административный центр — село Лозово.
Площадь территории общины 166,32 км².
Граничит с общинами Республики Македонии:
- на западе — с общиной Велес;
- на северо-востоке — с общиной Свети-Николе;
- на юго-востоке — с общиной Штип;
- на юге — с общиной Градско.

В состав общины входят 11 сёл: Аджибегово, Аджиматово, Бекирлия, Дорфулия, Гюземелци, Каратманово, Кишино, Лозово, Милино, Сарамзалино и Кёселари.
Этническая структура населения в общине по переписи 2002 года:
- македонцы — 2471 чел.;
- турки — 157 чел.;
- арумыны — 122 чел.;
- албанцы — 35 чел.;
- боснийцы — 34 чел.;
- сербы — 27 чел.;
- остальные — 12 чел.

По территории общины протекает река Азмак.